# Lưu Hoằng (nhà Tấn)
Lưu Hoằng (chữ Hán: 刘弘, 236 – 306), tên tự là Hòa Quý  hay Thúc Hòa , người huyện Tương, Bái (quận) quốc, Duyện Châu , tướng lãnh cuối đời Tây Tấn.

## Khởi nghiệp
Ông nội Lưu Hoằng là Dương Châu thứ sử Lưu Phức thời Đông Hán từng phục vụ cho Tào Tháo, cha ông là Chinh bắc tướng quân Lưu Tĩnh nhà Tào Ngụy, đều là những quan viên có thành tích cai trị địa phương rất tốt.
Lưu Hoằng có tài năng, mưu lược trị sự và khả năng xử lý chính sự. Thuở nhỏ ông sống tại Lạc Dương, ở cùng Tư Mã Viêm trong làng Vĩnh An. Hai người cùng tuổi , nên cùng nhau học tập. Sau khi Tư Mã Viêm lên ngôi, nhớ tình bạn cũ, lấy Hoằng làm Thái tử môn đại phu, nhiều lần thăng tiến, làm đến Thái tử soái canh lệnh, chuyển nhiệm Thái tể trưởng sử .
Hoằng rất được Trương Hoa xem trọng, nhờ vậy được làm Ninh sóc tướng quân, Giả tiết, Giám U Châu chư quân sự, lãnh Ô Hoàn hiệu úy. Hoằng cai trị rất có ân uy, giặc cướp sạch bóng, được vùng U, Sóc khen ngợi. Triều đình cho rằng Hoằng công đức trọn vẹn, phong Tuyên Thành công .

## Trấn áp Trương Xương
Năm Thái An thứ 2 (303), khởi nghĩa Trương Xương nổ ra, Hoằng được chuyển làm Sứ trì tiết, Nam Man hiệu úy, Kinh Châu thứ sử, soái bọn Tiền tướng quân Triệu Tương dẹp Xương; ông đi từ Phương Thành đến Uyển, Tân Dã, ở đâu bình định ở đấy. Gặp lúc Tân Dã vương Tư Mã Hâm bị nghĩa quân giết chết, triều đình lấy Hoằng thay làm Trấn nam tướng quân, Đô đốc Kinh Châu chư quân sự, còn lại như cũ. Hoằng sai Nam Man trưởng sử Đào Khản làm Đại đô hộ, Tham quân Khoái Hằng làm Nghĩa quân đốc hộ, Nha môn tướng Bì Sơ làm Đô chiến soái, tiến chiếm Tương Dương. Trương Xương đưa quân vây Uyển, đánh bại quan quân của Triệu Tương, Hoằng lui về Đồn Lương. Bọn Khản, Sơ nhiều lần đánh bại Xương, trước sau chém mấy vạn thủ cấp. Khi Hoằng đến nhận chức, Xương sợ hãi bỏ trốn, nghĩa quân đều đầu hàng, Kinh Châu lại yên .
Trương Xương trốn ở Hạ Tuyển Sơn, Hoằng điều quân đánh dẹp, bắt chém ông ta, hàng phục tất cả bộ hạ của Xương .

## Trị lý Kinh Châu
Vào lúc Hoằng tạm lui, Phạm Dương vương Tư Mã Hao sai Trường Thủy hiệu úy Trương Dịch lãnh Kinh Châu. Đến nay Hoằng nhận nhức, Dịch không chịu, đưa quân chống lại. Hoằng điều quân trấn áp, chém chết Dịch, dâng biểu trình bày, triều đình hạ chiếu không truy cứu. Sau khi giết được Dịch, Hoằng mới tiếp tục tìm bắt Trương Xương ở Hạ Tuyển Sơn .
Khi ấy quan viên Kinh Châu khuyết nhiều, Hoằng xin tuyển chọn bổ sung, triều đình đồng ý. Hoằng bèn tự lựa chọn, cất nhắc những người có đức hạnh, tùy tài bổ dụng, rất được người đương thời khen ngợi. Hoằng dâng biểu báo cáo: lấy chinh sĩ Ngũ Triều làm Linh Lăng thái thú, Nam Man trưởng sử Đào Khản làm Phủ Hành tư mã (hành nghĩa là tạm) để ông ta luận công tướng sĩ, Tham quân Khoái Hằng làm Sơn Đô lệnh, Nha môn tướng Bì Sơ làm Tương Dương thái thú, Di Hương lệnh Ngu Đàm làm Lễ Lăng lệnh, Nam Quận quận lại Cừu Bột làm Quy Hương lệnh, Thượng thư lệnh sử Quách Trinh làm Tín Lăng lệnh .
Hoằng khuyến khích cày cấy, trồng dâu, giảm hình phạm, bớt thuế má, hàng năm chu cấp cho người cao tuổi, khiến trăm họ vui vẻ . Hoằng từng thức dậy trong đêm, nghe được người cầm canh trên thành kêu khóc rất khổ sở, bèn gọi đến thăm hỏi. Đó là người lính già đã ngoài 60 tuổi, gầy ốm bệnh tật, lại có không có cả một chiếc áo cánh. Hoằng thương xót, trách phạt chủ quản của người lính già, cấp áo khoác có mũ trùm, chuyển ông ta cho chủ quản khác. Theo cựu chế, nhân dân không được vào chằm của hai tòa núi Hiện, Phương bắt cá, Hoằng bãi bỏ việc ấy; lại hạ lệnh ban thưởng cho tướng sĩ theo công lao, không được xét đến xuất thân mà phân biệt hơn kém .
Khi Ích Châu thứ sử La Thượng bị Lý Đặc đánh bại (304), sai sứ cáo cấp, thỉnh cầu chi viện lương thực. Mọi người đều nói đường sá xa xôi, Kinh Châu cũng đang thiếu thốn, chỉ có thể chuyển 5000 hộc gạo từ Linh Lăng cho Ích Châu. Hoằng nói: "Các anh đừng nghĩ cho riêng mình. Thiên hạ một nhà, nơi ấy hay nơi này đâu có gì khác biệt, bây giờ ta cứu giúp họ, thì sẽ không lo đến mặt tây nữa!" rồi cấp cho La Thượng 3 vạn hộc gạo của Linh Lăng .
Bấy giờ lưu dân tại Kinh Châu lên đến hơn 10 vạn hộ, tha hương nghèo đói, phần lớn làm giặc cướp. Hoằng bèn cấp cho họ hạt giống và lương thực, cất nhắc hiền tài, theo khả năng mà nhiệm dụng .
Luận công dẹp Trương Xương, một con trai thứ được phong huyện hầu, Hoằng dâng sớ từ chối, triều đình đồng ý. Được tiến bái làm Thị trung, Trấn nam đại tướng quân, Khai phủ nghi đồng tam tư .

## Trấn áp Trần Mẫn
Cuối năm Vĩnh Hưng thứ 2 (305), Trần Mẫn cướp bóc Dương Châu, đưa quân tây tiến, Hoằng bèn giải chức Nam Man hiệu úy, đem thụ cho Bắc quân trung hậu (tiền nhiệm) Tưởng Siêu, còn mình thống lãnh Giang Hạ thái thú Đào Khản, Vũ Lăng thái thú Miêu Quang đưa quân đồn trú Hạ Khẩu; lại sai Trị trung Hà Tùng lãnh quân 3 quận Kiến Bình, Nghi Đô, Tương Dương đồn trú Ba Đông, làm hậu viện cho La Thượng; gia hiệu cho Nam Bình thái thú Ứng Chiêm làm Ninh viễn tướng quân, đốc thủy quân 3 quận, làm hậu viện cho cho Tưởng Siêu .
Khản và Mẫn là người cùng quận, lại được cử làm lại cùng năm, có kẻ nghi ngờ Khản, Hoằng không nghe, lấy ông ta làm Tiền phong đốc hộ, ủy nhiệm việc đánh dẹp Mẫn. Khản sai con trai và con trai anh mình làm con tin, Hoằng nói: "Cha chú các ngươi chinh chiến, bà nội tuổi đã cao (tức mẹ của Khản), hãy trở về đi. Kẻ thất phu kết giao còn không có lòng phụ nhau, huống hồ là bậc đại trượng phu." Bấy giờ Mẫn không dám xâm phạm Kinh Châu .

## Ủng hộ Tư Mã Việt
Bộ tướng của Hà Gian vương Tư Mã Ngung là Trương Phương ép Tấn Huệ đế đến nhiệm sở của Ngung tại Trường An (304), Ngung làm chiếu sai Hoằng tiếp viện cho Lưu Kiều chống lại Đông Hải vương Tư Mã Việt. Hoằng cho rằng Ngung ắt thất bại, sai sứ ủng hộ Việt .
Năm Vĩnh Hưng thứ 3 (306), có chiếu cho Hoằng tiến hiệu Xa kỵ tướng quân, Khai phủ, còn lại như cũ. Cùng năm, Tư Mã Việt đón Tấn Huệ đế từ Trường An về Lạc Dương, Hoằng lấy Tham quân Lưu Bàn làm Đốc hộ, đưa quân đến giúp .
Sau khi Lưu Bàn quay về, Hoằng tự nhận già bệnh, muốn cởi chức Thứ sử và Hiệu úy, đồng thời phân chia bộ thuộc; chưa kịp dâng biểu thì mất ở Tương Dương, trai gái thương xót như có tang cha mẹ vậy! Được tặng Tân Thành quận công, thụy là Nguyên .
Con là Lưu Phan, làm đến Bắc trung lang tướng.

## Tính cách
Hoằng bổ nhiệm quan viên Kinh Châu, dâng biểu lên triều đình báo cáo; triều đình đồng ý phần lớn, nhưng cho rằng quận Tương Dương là trọng trấn, muốn thay Bì Sơ bởi người có danh vọng lớn hơn là Đông Bình thái thú (tiền nhiệm) Hạ Hầu Trắc, làm thái thú. Vì Trắc là con rể của Hoằng, nên ông nói với bộ hạ: "Thống lãnh thiên hạ, nên cùng thiên hạ một lòng; cảm hóa một nước, nên cùng một nước làm việc. Nếu cứ lấy thân nhân mà dùng, thì Kinh Châu có 10 quận, làm sao kiếm đủ 10 đứa con rể để nắm quyền đây!?" bèn dâng biểu rằng: "Trác là thân nhân, theo cựu chế thì thân nhân không được cùng coi việc. Công huân của Bì Sơ nên được xem xét." Có chiếu nghe theo .
Trong số lưu dân đến Kinh Châu có những nhạc công cung đình tránh loạn, bộ hạ khuyên Hoằng lệnh cho bọn họ làm nhạc, ông lấy cớ việc này trái lễ, không theo; vả lại thiên hạ li loạn, bề tôi có tiết tháo thì không nên nghe nhạc làm vui. Hoằng sai sứ an ủi bọn nhạc công, gởi trả về triều đình .
Bấy giờ là loạn Bát vương, chư vương nhà Tấn hỗn chiến ở Trung Nguyên, còn Hoằng nắm giữ lưu vực Giang, Hán, uy trấn miền nam. Quảng Hán thái thú (tiền nhiệm) Tân Nhiễm thuyết phục Hoằng cát cứ, ông cả giận, bắt chém ông ta . Hà Gian vương Tư Mã Ngung đang tranh chấp với Đông Hải vương Tư Mã Việt, Hoằng ủng hộ Việt. Tư Mã Ngung sai Trương Quang làm Thuận Dương thái thú , Nam Dương thái thú Vệ Triển thuyết phục Hoằng giết Quang để tỏ lòng với Việt. Hoằng nói: "Tể phụ (tức Ngung) có lỗi, nào phải tội của Trương Quang! Hại người lợi mình, quân tử chẳng làm vậy!" Triển thâm hận ông .
Hoằng mỗi khi bổ/miễn nhiệm ai, tự viết thư gởi cho người chủ quản, thành khẩn dặn dò, vì thế mọi người cảm động mà vui vẻ nghe theo, tranh nhau quy phụ ông, còn nói: "Có được một bức thư tay của Lưu công, còn hơn làm tòng sự của 10 nơi." 

## Đánh giá
Sau khi Hoằng mất, miền nam đại loạn. Sử cũ chép: Phụ lão nhớ đến Hoằng, dẫu bài vịnh "Cam Đường" (của kinh Thi) về Triệu bá, cũng không hơn được . Hoằng có cái chí bảo vệ lưu vực Giang, Hán của Lưu Biểu, không phụ Tư Mã Việt .